# 필리샤 라샤드
필리샤 라샤드(영어: Phylicia Rashād 필리샤 러샤드[*], 영어 발음: /rəˈʃɑːd/, 1948년 6월 19일 ~ )는 미국의 배우이다.

## 출연 작품

### 영화
- 크리드 (2015) - 메리 앤 크리드 역
- 크리드 2 (2018) - 메리 앤 크리드 역
- 폴 프롬 그레이스 (2020)
- 소울 (2020) - 리바 가드너 역 (목소리)
- 징글 쟁글: 저니의 크리스마스 (2020) - 저니 할머니 역
- 틱, 틱... 붐! (2021)
- 크리드 3 (2023)
- 비키퍼 (2023) - 엘로이즈 파커 역

### 텔레비전
- 원 라이프 투 리브 (1983-4)
- 코스비 가족 만세 (1984-92)
- Santa Barbara (1985)
- The Love Boat (1985)
- A Different World (1988-90)
- 거북이 특공대 (1990) - 목소리
- 블로섬 (1991)
- 천사의 손길 (1994-2002)
- 크리스는 괴로워 (2007)
- 사이크 (2007-14)
- 더 클리브랜드 쇼 (2012-13) - 목소리
- 닥터 제이슨 (2013)
- 리틀 프린세스 소피아 (2014)
- 엠파이어 (2016-18)
- 디스 이즈 어스 (2019-21)
- 스테이션 19 (2020)
- 루머의 루머의 루머 (2020)
- 그레이 아나토미 (2021)
- 굿 파이트 (2022)